# پاملا ادلون
پامِلا فیونا اَدلون (انگلیسی: Pamela Fionna Adlon؛ متولد ۹ ژوئیه ۱۹۶۶) بازیگر، کارگردان، تهیه‌کننده و فیلمنامه‌نویس آمریکایی-بریتانیایی است. ادلون برای صداپیشگی بابی هیل در مجموعه کمدی انیمیشن پادشاه تپه (۱۹۹۷–۲۰۱۰)، برنده جایزهٔ امی ساعات پربیننده شد. او همچنین صداپیشگی شخصیت بَلو را در توله‌های جنگل (۱۹۹۶–۱۹۹۸)، نقش اصلی در سری بازی‌های ویدیویی پیژاما سام (۱۹۹۶–۲۰۰۱)، لاکی در سریال صد و یک سگ خالدار (۱۹۹۷–۱۹۹۸) و اشلی اسپینلی را در زنگ تفریح (۱۹۹۷–۲۰۰۱) و بسیاری موارد دیگر را صداپیشگی کرد.
ادلون همچنین به خاطر نقش‌هایش در سریال‌های کمدی-درام کالیفرنیکیشن (۲۰۰۷–۲۰۱۴) و لوئی (۲۰۱۰–۲۰۱۵) شناخته می‌شود، که دومی را در کنار لوئی سی.کی. نویسندگی و تهیه‌کنندگی کرد. کار او روی لوئی نامزدی چهار جایزه امی ساعات پربیننده را برای او به ارمغان آورد. از سال ۲۰۱۶، ادلون در نقش سم فاکس در سریال کمدی-درام تحسین‌شدهٔ چیزهای بهتر بازی کرد که او همچنین در نویسندگی، تهیه‌کنندگی و کارگردانی آن مشارکت داشت. این سریال برنده جایزه پیبادی شد و او دو بار نامزد جایزه امی ساعات پربیننده برای بهترین بازیگر نقش اول زن در یک سریال کمدی شده‌است. او همچنین در کنار رد فاکس در نمایش رد فاکس در نقش تونی در سال ۱۹۸۶ بازی کرد.
ادلون از زمان اولین بازی خود در گریس ۲ (۱۹۸۲) در فیلم‌های متعددی حضور داشت. از برجسته‌ترین فیلم‌های او می‌توان به هرچی خواستی بگو… (۱۹۸۹)، من تو را دوست دارم، بابا (۲۰۱۷)، تمام میدان (۲۰۱۸) و بامبلبی (۲۰۱۸) اشاره کرد.

## زندگی شخصی
ادلون در سال ۱۹۹۶، با فلیکس او. ادلون، پسر پرسی ادلون کارگردان آلمانی، ازدواج کرد. فلیکس او ادلون در فیلم قلبتو می‌خورم (۱۹۹۷) پاملا را کارگردانی کرد. آنها در سال ۲۰۱۰ طلاق گرفتند و او متعاقباً به آلمان نقل مکان کرد. آنها سه دختر دارند که بازیگر هم هستند: گیدئون، اودسا و ولنتاین «راکی» ادلون. ادلون زمان خود را بین بخش غربی منهتن و لس آنجلس تقسیم می‌کند. او در ژانویه ۲۰۲۰ شهروند بریتانیا شد.

## گزیدهٔ فیلم‌شناسی

### فیلم
| سال  | عنوان                    | نقش                 | یادداشت    |
| ---- | ------------------------ | ------------------- | ---------- |
| ۱۹۸۲ | گریس ۲                   | دولورس ربچاک        |            |
| ۱۹۸۶ | کمپ فضایی                | دختری در گالری      | ذکرنشده    |
| ۱۹۸۹ | هرچی خواستی بگو…         | ربکا                |            |
| ۱۹۹۶ | بستری از گل‌های رز        | کیم                 |            |
| ۱۹۹۶ | گروهبان بیلکو            | گروهبان راکل باربلا |            |
| ۱۹۹۸ | چند دختر                 |                     |            |
| ۲۰۱۳ | من آن صدا را می‌شناسم     | خودش                | فیلم مستند |
| ۲۰۱۷ | من تو را دوست دارم، بابا | مگی                 |            |
| ۲۰۱۸ | تمام میدان               | دبی                 |            |
| ۲۰۱۸ | بامبلبی                  | سالی واتسون         |            |
| ۲۰۲۰ | پادشاه استتن آیلند       | جینا                |            |

### تلویزیون
| سال       | عنولن                  | نقش           |
| --------- | ---------------------- | ------------- |
| ۱۹۸۹      | پیشتازان فضا: نسل بعدی | اوجی          |
| ۱۹۸۹      | خیابان جامپ شماره ۲۱   | دوری روان     |
| ۲۰۰۶      | خوش شانسی لوئی         | کیم           |
| ۲۰۰۷–۲۰۰۸ | بوستون لیگال           | وکیل اما مسیر |
| ۲۰۰۷–۲۰۱۴ | کالیفرنیکیشن           | مارسی رانکل   |
| ۲۰۰۹      | مانک                   | سارا لانگسون  |
| ۲۰۱۰–۲۰۱۵ | لوئی                   | پاملا         |
| ۲۰۱۶–۲۰۲۲ | چیزهای بهتر            | سام فاکس      |
| ۲۰۱۹      | شلدون جوان             | خانم ولوویتز  |
| ۲۰۲۰      | این ما هستیم           | دکتر لی       |